# Menotti Garibaldi
Pour les articles homonymes, voir Garibaldi (homonymie).
Domenico Menotti Garibaldi, que l’on appelle généralement Menotti Garibaldi, né le 16 septembre 1840 à Mostardas au Brésil et mort le 22 août 1903 à Velletri, est un homme politique et un militaire italien.

## Biographie
Menotti naît dans le village de São Luís, aujourd’hui un quartier de Mostardas au Brésil, État de Rio Grande do Sul. Il est l’aîné des enfants de  Giuseppe et d’Anita Garibaldi. Il reçoit comme prénom de baptême Domenico, du nom du père de Giuseppe Garibaldi, mais le général le surnomme Menotti, en honneur du patriote Ciro Menotti.
En 1860, il participe avec son père à l’expédition des Mille puis en 1866, lors de la troisième guerre d'indépendance italienne, il commande avec le grade de colonel, le 9e régiment de volontaires garibaldiens et il est l’un des acteurs de la victoire de la bataille de Bezzecca à l’issue de laquelle il obtient la médaille d’or de la valeur militaire… Engagé auprès de la France auprès de son père Giuseppe et de son frère Ricciotti, durant la guerre franco-allemande de 1870, il commande une brigade de troupes franco-italiennes de l’armée des Vosges. Il combat à Dijon obtenant la Légion d’honneur qui lui est conférée par le gouvernement français. Le 16 avril 1871, il est élu, par le 19e arrondissement, membre de la Commune de Paris pour laquelle il n'avait pas caché ses sympathies, mais absent de Paris, il ne siège pas à la Commune.
Il devient député de Velletri et Rome de 1876 à 1897.
Franc-maçon, il est membre de la Loge romaine "Propaganda massonica" du Grand Orient d'Italie.
Il meurt à l’âge de 62 ans après avoir contracté la malaria et il est enterré au mausolée de la famille Garibaldi qu’il a fait construire dans l’actuelle frazione de Carano Garibaldi, à l’époque sur le territoire de Velletri, et aujourd’hui sur la commune d’Aprilia. 
Il reçoit des funérailles d’État auxquelles s’associe le gouvernement français.

## Représentations

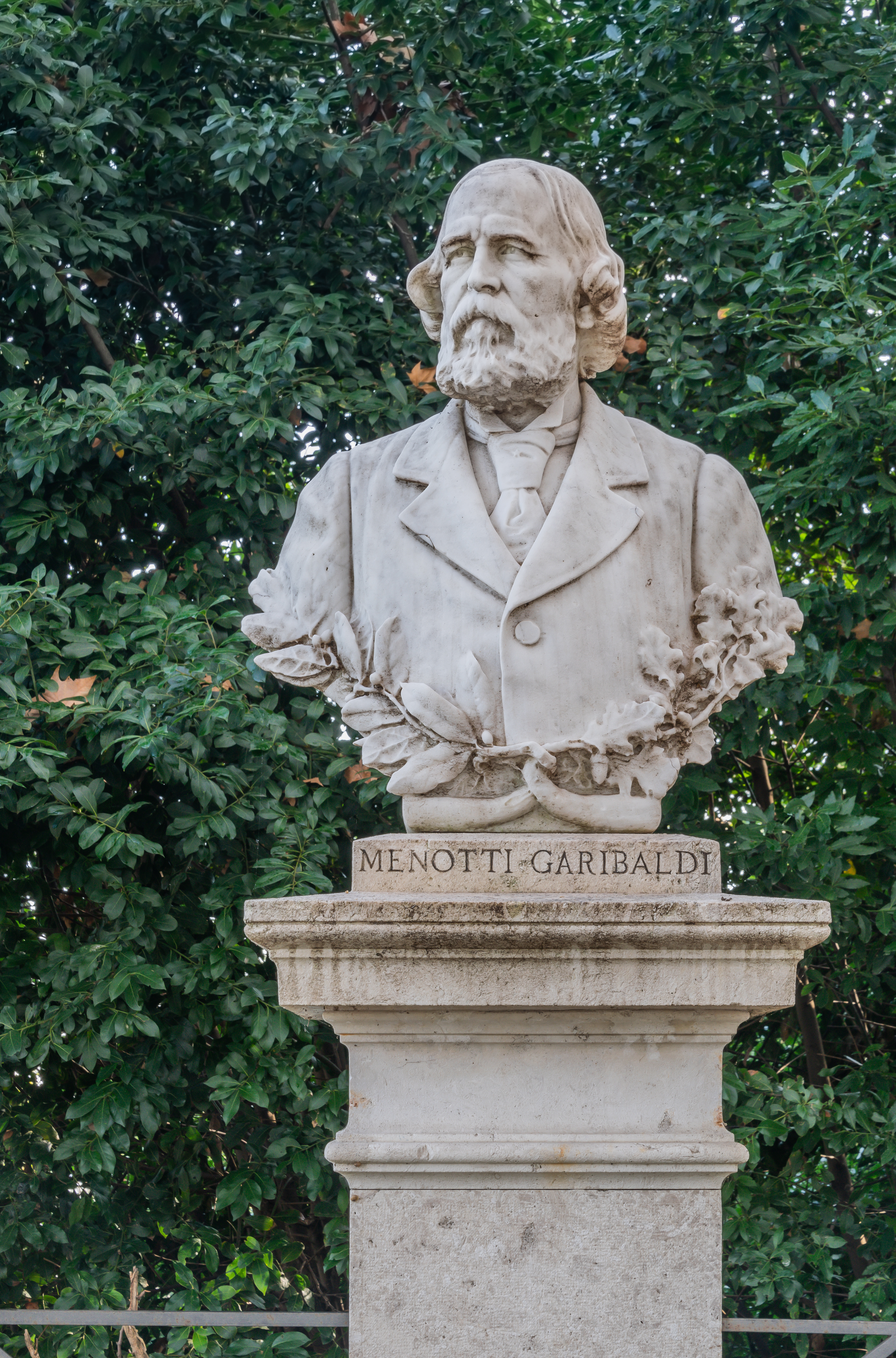
Buste de Menotti Garibaldi au Janicule à Rome.
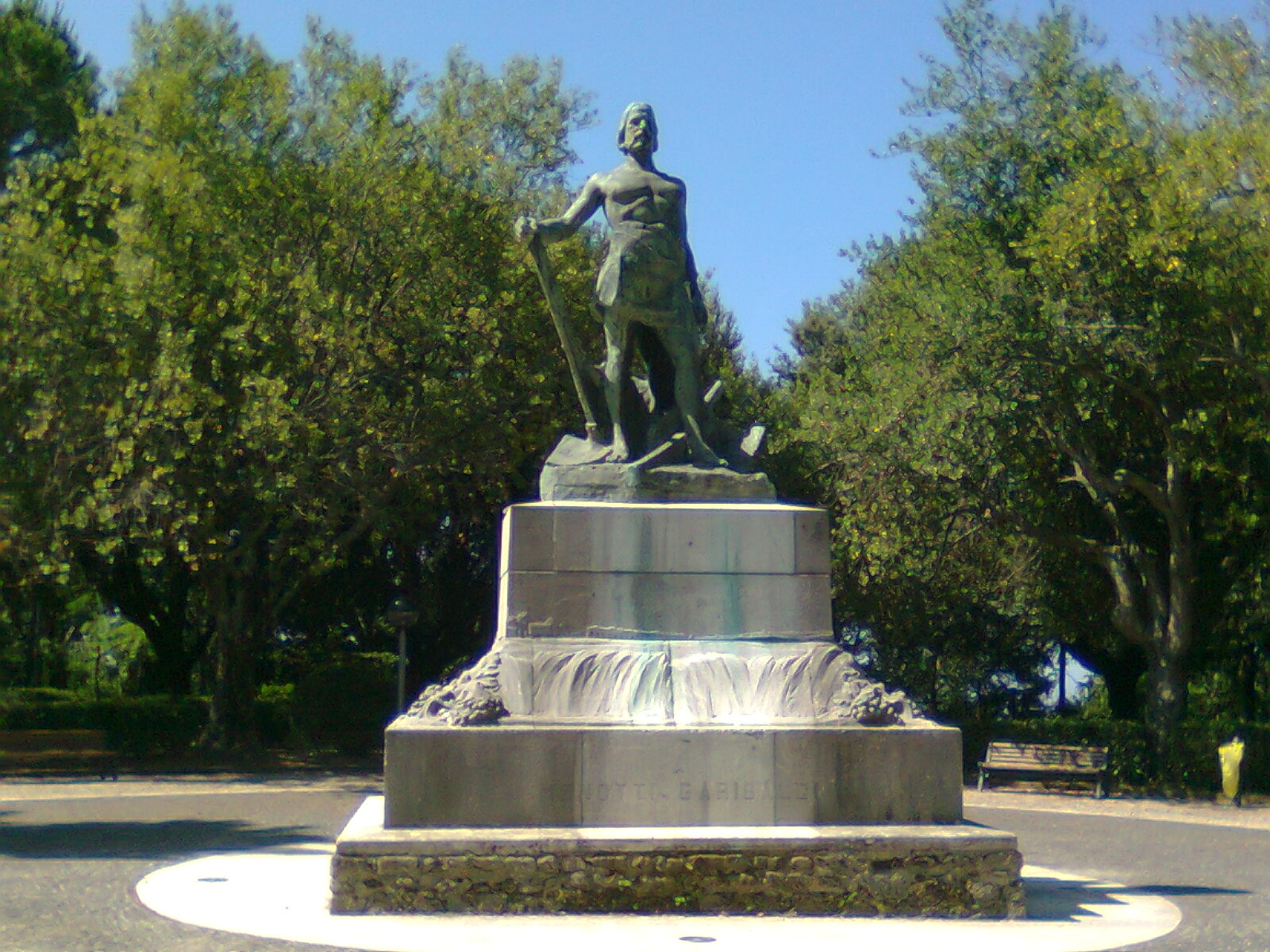
Statue de Menotti Garibaldi en bronze par Ernesto Biondi (en), au jardin public d'Ariccia.

## Famille
Il se marie avec Italia Bidischini dall’Oglio dont il a six enfants :
- Giuseppe « Peppinello » Garibaldi, mort à l’âge de trois ans (1884 - 1886)
- Anita Garibaldi (1875 - 1961)
- Gemma Garibaldi (1871 - 1951)
- Rosita Garibaldi, mariée au comte Conte Vittorio Ravizza d’Orvieto (1877 - 1964)
- Giuseppina Garibaldi (1883 - 1910)
- Giuseppe Garibaldi (1887 - 1969)

## Distinctions
| : médaille de la valeur militaire (Bezzecca, 1866) |

- Commandeur de la Légion d'honneur (Dijon 1870)

### Notices biographiques
- « Notice Garibaldi Menotti », sur maitron.fr, Le Maitron, dictionnaire bibliographique du mouvement ouvrier et du mouvement social, Association Les Amis du Maitron (consulté le 10 août 2021)